# Mount McAllister
Mount McAllister är ett berg i Antarktis. Det ligger i Västantarktis. Argentina, Chile och Storbritannien gör anspråk på området. Toppen på Mount McAllister är 1 975 meter över havet.
Terrängen runt Mount McAllister är huvudsakligen kuperad, men österut är den bergig. Mount McAllister är den högsta punkten i trakten. Trakten är obefolkad. Det finns inga samhällen i närheten.